# Malin Gabriella Nordin
Malin Gabriella Nordin, född 30 juli 1988 i Kungsholms församling i Stockholm, är en svensk konstnär. 
Nordin har studerat vid Kunst- og designhøgskolen i Bergen. Hon har utmärkt sig för sina färgstarka målningar i stora format.

## Separatutställningar i urval
- 2020 – Järtecken, Kristianstads konsthall
- 2022 – Uppför slänten, Lidköpings konsthall
- 2022 – Chart Art Fair, Kunsthal Charlottenborg, Köpenhamn, Danmark
- 2022 – Drömmer att jag somnar, Gallery Steinsland Berliner, Stockholm